# Piedigriggio
Piedigriggio (kors. Pedigrisgiu) – miejscowość i gmina we Francji, w regionie Korsyka, w departamencie Górna Korsyka.
Według danych na rok 1990 gminę zamieszkiwało 99 osób, a gęstość zaludnienia wynosiła 9 osób/km².